# Мухаммад Боруджерди
Мухаммад Боруджерди (перс.  محمد بروجردي‎; 1955, село Даре-Горг — 22 мая 1983,вблизи Мехабада) — иранский военный и политический деятель, Генерал-майор. Один из 12 основателей Корпуса стражей Исламской Революции. Участвовал в подавлении сепаратистов в Иранском Курдистане сразу после Исламской Революции, а во время Ирано-иракской войны внёс огромный вклад в защиту северного сектора (Секторы Хамадана, Керманшаха, Курдистана и Илама) и тем заслужил прозвище Мессия Курдистана (перс. مسيح كردستان‎).

## Биография
Боруджерди родился в 1955 г. в посёлке Даре-Горг (перс. دره گرگ‎; поляна волков) в Луристане, в семье мелких землевладельцев. Его отец умер в 1961 и семья переехала жить в Тегеран. В Тегеране шестилетнему Мухаммаду пришлось работать помощником портного и учиться в ночных классах. В 1969 г. он поступал на учёбу в классы Корана, здесь же он вступил в ряды «Исламского коалиционного комитета» (перс. هيات هاى مؤتلفه اسلامى‎) и встретился с Хаджем Махди Ираки, который ознакомил его с идеями изгнанного в то время в Ирак Имама Хомейни.
Вскоре после свадьбы (1972 г.) Боруджерди был призван в армию. Тогда он отрёкся от семьи и переехал в Хузестан, а оттуда попытался попасть в Ирак, но был арестован сотрудниками САВАК вблизи границы и доставлен в тюрьму города Сусангерд, где он провёл 6 месяцев, подвергаясь пыткам со стороны САВАК.
Из тюрьмы Боруджерди был конвоирован в армейскую часть, где он провёл срочную службу. После окончания армейской службы Боруджерди вернулся в Тегеран, а в подвале портновской мастерской им была сооружена нелегальная стамба. В 1977 г. Боруджерди оставляет Иран и перебирается в Сирию. Там он прошёл подготовку в лагерях движения «Амаль», там он вынашивал идею освобождения Имама Хомейни от домашнего ареста в Ираке, но из-за некоторых проблем осуществить план не удалось.
После возвращения в Иран Боруджерди использует свои знания и опыт против влияния США. А во время Исламской революции он участвовал в событиях, жизненно важных для успеха революционеров и блокирования американского вмешательства:
- Действия против САВАК,
- Охрана революционеров,
- Захват теле и радиоцентра страны,
- Захват генерального штаба в Тегеране,
- Уничтожение автобуса ЦРУ в Лавизан,
- Обеспечение безопасности Имама Хомейни во время прибытия в аэропорт и на бехешт-е Захра и т. д.

После установления в стране нового правительства ему была поручена ответственность за тюрьму Эвин. Весной 1979 г. он участвовал в основании Корпуса стражей Исламской революции, который вскоре был направлен в Курдистан для предотвращения усиления влияния сепаратистов.
Силы Корпуса стражей Исламской революции заняли сперва Керманшах, а потом сняли осаду Санандаджа, где местная оппозиция и курдские сепаратисты держали в осаде части 28-й дивизии в течение 40 дней, после этого были отбиты от бойцов Абдул-Рахмана Касимлу города Сердешт, Бане и Пираншехр. В Курдистане по примеру Корпуса стражей Исламской революции была основана «Мусульманская Пешмерга» для противодействия сепаратистам.

### Ирано-иракская война
22 сентября 1980 года иракские войска атаковали Иран, положив начало восьмилетней Ирано-иракской войне. Боруджерди возглавлял оборону приграничного города Сарполь-э-Захаб, лично участвуя в боях, и был несколько раз ранен. После этого он участвовал в действиях на Южном фронте, а после побега Банисадра также участвовал в переформировании Армии и Корпуса стражей Исламской революции, продвигая юные и инициативные военные кадры — Хадж Мухаммад Хеммат, Мухсин Резайи, Насир Казими, Хадж Аббас Карими, Хадж Сайид Гулаб, Садык Нобахти и др. Участвовал в освобождении Сусангерда, Бостана и впоследствии — Хорремшехра. После раздробления Корпуса стражей Исламской революции по местным секторам лично командовал Седьмым сектором (Хамадан, Керманшах, Курдистан и Илам).

## Гибель
В мае 1983 Боруджерди и пятеро других командующих КСИР следовали из Мехабада в Накаде, в поисках места для новой тренировочной базы, когда машина наехала на мину и взорвалась. Все, кто был в машине, погибли.